# Боровица (Кырджалийская область)
Боровица (болг. Боровица) — село в Болгарии. Находится в Кырджалийской области, входит в общину Ардино. Население составляет 371 человек.

## Политическая ситуация
В местном кметстве Боровица, в состав которого входит Боровица, должность кмета (старосты) исполняет Надие Ахмед Топчу (движение «За права и свободы» (ДПС)) по результатам выборов.
Кмет (мэр) общины Ардино — Ресми Мехмед Мурад (движение «За права и свободы» (ДПС)) по результатам выборов.